# Eudelus pallicarpus
Eudelus pallicarpus är en stekelart som först beskrevs av Thomson 1884.  Eudelus pallicarpus ingår i släktet Eudelus och familjen brokparasitsteklar. Arten är reproducerande i Sverige. Inga underarter finns listade i Catalogue of Life.